# Tipula steinbachi
Tipula steinbachi är en tvåvingeart som beskrevs av Alexander 1946. Tipula steinbachi ingår i släktet Tipula och familjen storharkrankar.
Artens utbredningsområde är Bolivia. Inga underarter finns listade i Catalogue of Life.